# Anthurium nubicola
Anthurium nubicola är en kallaväxtart som beskrevs av George Sydney Bunting. Anthurium nubicola ingår i släktet Anthurium och familjen kallaväxter. Inga underarter finns listade.